# 1991 (album)
1991 er det tredje studiealbum fra den danske rapper TopGunn. Albummet udkom den 26. april 2019. Albummet er opfølgeren på Ingen andre-albummet fra 2015. Ifølge TopGunn har albummet været undervejs i mere end tre år.

## Spor
| #  | Titel                                | Sangskriver(e)                                                                         | Længde |
| -- | ------------------------------------ | -------------------------------------------------------------------------------------- | ------ |
| 1. | "Detaljen" (featuring Fouli)         | Oliver Gammelgaard Nielsen, Emil Harm Sørensen, Asmus Harm Sørensen                    | 2:55   |
| 2. | "Familie"                            | Nielsen, Emil Harm Sørensen, Asmus Harm Sørensen                                       | 2:58   |
| 3. | "Gode Dage"                          | Nielsen, Emil Harm Sørensen, Asmus Harm Sørensen                                       | 3:06   |
| 4. | "Nik & Jay" (featuring Benjamin Hav) | Nielsen, Benjamin Hav, Emil Harm Sørensen, Asmus Harm Sørensen                         | 2:54   |
| 5. | "Kom Afsted"                         | Nielsen, Emil Harm Sørensen, Asmus Harm Sørensen                                       | 2:21   |
| 6. | "Kolde Fødder"                       | Nielsen, Emil Harm Sørensen, Asmus Harm Sørensen                                       | 2:20   |
| 7. | "25 Lightere" (featuring Lord Siva)  | Nielsen, Lord Siva                                                                     | 2:55   |
| 8. | "Hyg Hver Dag" (featuring Citybois)  | Nielsen, Emil Harm Sørensen, Asmus Harm Sørensen, Thor Farlov, Anthon Edwards Knudtzon | 2:31   |

## Hitlister og certificeringer
| Hitliste | Højeste placering | Certificering |
| -------- | ----------------- | ------------- |
| Danmark  | 3                 | - 2× Platin   |

| Hitliste (2019) | Placering |
| --------------- | --------- |
| Danmark         | 5         |